# Ale-demokraterna
Ale-demokraterna (ADK) var ett lokalt politiskt parti som var registrerat för val till kommunfullmäktige i Ale kommun. Partiet var representerat i Ale kommuns kommunfullmäktige 1998–2022. Det bildades år 1998 av avhoppade moderater med Jan A Pressfeldt som partiledare. Pressfeldt lämnade politiken i samband med valet 2018. Partiet avvecklades inför valet 2022.
Partiet hade sitt starkaste fäste i den norra delen av kommunen. Vid kommunvalet 2018 fick Ale-demokraterna sin största röstandel i valdistriktet Skepplanda västra, där man fick 3,68 procent av rösterna.

## Valresultat
| År   | Röster | Procent | Mandat |
| ---- | ------ | ------- | ------ |
| 1998 | 2 011  | 13,60 % | 7 / 49 |
| 2002 | 1 578  | 10,67 % | 5 / 49 |
| 2006 | 1 789  | 11,57 % | 6 / 49 |
| 2010 | 1 931  | 11,38 % | 6 / 49 |
| 2014 | 1 251  | 6,97 %  | 3 / 49 |
| 2018 | 407    | 2,09 %  | 1 / 49 |
| 2022 | 5      | 0,03 %  | 0 / 49 |